# گئورگیوس کوندیلیس
گئورگیوس کوندیلیس (انگلیسی: Georgios Kondylis؛ ۱۴ اوت ۱۸۷۸ – ۱ فوریه ۱۹۳۶) یک سیاست‌مدار اهل یونان بود.